# دیگیا
دیگیا (به لاتین: Dighia) یک منطقهٔ مسکونی در بنگلادش است که در ناحیه پیروج‌پور واقع شده‌است.